# La Chaux-du-Dombief
La Chaux-du-Dombief település Franciaországban, Jura megyében. Lakosainak száma 568 fő (2022. január 1.). La Chaux-du-Dombief Le Frasnois, La Chaumusse, Bonlieu, Châtelneuf, Chaux-des-Crotenay, Entre-deux-Monts, Fort-du-Plasne, Saint-Maurice-Crillat és Saint-Pierre községekkel határos.

## Népesség
A település népességének változása:
| Lakosok száma | 324  | 422  | 442  | 534  | 531  | 532  | 544  | 571  | 565  | 568  |
|               | 1968 | 1982 | 1990 | 2006 | 2013 | 2015 | 2017 | 2019 | 2020 | 2022 |